# Nedmag
Nedmag (NEDerlandse MAGnesia) is een in Veendam gevestigd bedrijf dat magnesiumzout wint in de provincie Groningen. Nedmag fabriceert magnesiumproducten op basis van het gewonnen zout. Nedmag is in Europa marktleider in de productie van Dead Burned Magnesia (DBM), gecalcineerd magnesiumoxide of dus met hitte behandeld magnesiumhydroxide en dolomiet.

## Geschiedenis van Nedmag
Bij het boren naar aardgas stuitte Shell in Oost-Groningen eind jaren 60 op een diepte van ongeveer 2 km op zechsteinzout met veel magnesiumchloride van grote zuiverheid. Na de eerste proefboringen in 1972 richtten Shell-Billiton en de NOM samen een bedrijf op onder de naam Billiton Refractories voor het winnen en verwerken ervan. Nadat in 1980 de concessie hiertoe was gegund werd in 1981 begonnen met de productie. Nadat Shell-Billiton zich in 1994 uit het bedrijf terugtrok deed het Belgische Lhoist S.A. zijn intrede en veranderde de bedrijfsnaam in Nedmag Industries Mining en Manufacturing BV. Sinds 2017 is de naam gewijzigd in Nedmag BV.

## Productie en producten
De productie-activiteiten van Nedmag spelen zich af in de Groninger Veenkoloniën. Het hoofdkantoor en de fabriek staan in Veendam en de winningslocaties bevinden zich in Tripscompagnie en Borgercompagnie.

### Winning en verwerking
Voor de winning van het magnesiumzout heeft Nedmag een zoutmijn van 1,5 km onder de grond ten zuiden van Tripscompagnie en ten westen van Borgercompagnie. Middels zogeheten oplosmijnbouw wordt het zout gewonnen. Door een buis wordt water in de bodem geïnjecteerd om een magnesiumzoutlaag op een diepte van 1.500 tot 1.800 meter op te lossen. Het opgeloste zout wordt via een andere buis naar de oppervlakte gebracht. Deze pekel wordt verder verwerkt in de fabriek in Veendam tot Dead Burned Magnesium. Als een van de weinige bedrijven kan Nedmag bij productie een zuiverheid van 99% garanderen.

### Producten
Op basis van DBM fabriceert Nedmag de volgende producten:
- magnesiumchloride, voor waterbehandeling, mestverrijking, (vee)voeding en gezondheidstoepassingen.
- magnesiumoxide, voor vuurvaste steen in de staal- en cementindustrie
- magnesiumhydroxide, voor rookgasontzwaveling en afvalwaterneutralisatie
- calciumchloride, betonadditief, stabilisator, stofbinder, toevoeging in strooizout, bodemverbeteraar

## Logistiek en Transport
Nedmag beschikt bij haar fabriek in Veendam over eigen laad- en losfaciliteiten voor het af- en aanvoeren van goederen per spoor, over de weg en door de binnenvaart. Nedmag beschikt daarnaast over eigen faciliteiten in de haven van Emden om ook bereikbaarheid overzee te hebben. De spooraansluiting van Nedmag dient vooral voor de aanvoer van dolime (gebrand dolomiet) vanuit de mijn in Hermalle-sous-Huy van moederbedrijf Lhoist. Voor dit transport rijden 3 tot 4 treinen per week, sinds 2 januari 2019 is dit vervoer overgenomen door Lineas van DB Cargo. De treinen worden in Nederland gereden door twee locs van het type HLR 77, de eventuele vierde trein wordt meestal met een BR 186 gereden (met uitzondering van het laatste stuk Onnen - Veendam). Daarnaast dient de spooraansluiting voor het zeer sporadische voorkomende transport van DBM naar Mainzlar (Duitsland) via het wagenladingnetwerk van DB Cargo Nederland.

## Gelieerde bedrijven en activiteiten
- Kisuma Nederland B.V. In 1999 vestigde het Japanse bedrijf Kisuma Industries zich op een terrein naast de fabriek van Nedmag. Het bedrijf koos voor deze locatie omdat zij magnesiumverbindingen produceert op basis van producten van Nedmag.
- Zechstein minerals B.V Uit een joint-venture tussen Nedmag industries en R&H Minerals ontstond in 2006 het bedrijf Zechstein minerals, dat magnesiumchloride levert aan fabrikanten van geneesmiddelen en cosmetica. Het bedrijf is vernoemd naar de afzetting waaruit het magnesiumchloride wordt gewonnen.